# Uwe Rheingans
Uwe Rheingans (* 10. Januar 1929 in Duisburg; † 29. April 2025 in Eutin-Sielbeck) war ein deutscher Politiker. Er gehörte zu den vier NPD-Abgeordneten im Landtag von Schleswig-Holstein von 1967 bis 1971.

## Leben
Rheingans besuchte das Gymnasium und studierte Naturwissenschaften, insbesondere Biologie, Chemie, Anthropologie und Geographie in Marburg und Kiel. Im Jahr 1954 wurde er in Kiel in Biologie promoviert. Er war Studienreferendar, Studienassessor und Studienrat für die Fächer Biologie, Chemie und Erdkunde. Später wurde er Studiendirektor und stellvertretender Schulleiter am Gymnasium Neustadt in Holstein. Im Jahr 1981 wurde er wegen rechtsextremistischer Aktivitäten vom Kultusministerium an das Gymnasium Timmendorf versetzt. Die Versetzung wurde auf Basis eines Gerichtsurteils allerdings zurückgenommen.
Rheingans war Mitbegründer der NPD, dort Kreisvorsitzender des Kreisverbandes Oldenburg/Holstein und stellvertretender Landesvorsitzender. Er war Stadtverordneter und stellvertretender Bürgervorsteher in Neustadt in Holstein. Von 1967 bis 1971 saß er im Landtag von Schleswig-Holstein. Dort fiel er durch Anfragen auf, „die man seit Kriegsschluß von der Parlamentstribüne nicht mehr hörte“.
Im Jahr 2000 wurde Rheingans Mitglied im Führungskreis der rechtsextremen Deutschen Studiengemeinschaft.